# 正圓寺 (大阪市)
正圓寺（しょうえんじ）は、かつて存在した真言宗単立の寺院。大阪府大阪市阿倍野区松虫通三丁目にあった。通称「天下茶屋の聖天さん」。

## 歴史
天慶2年（939年）光道により「般若山阿倍野寺」として開基。当時は、現在地より東に500mのところにあった般若山阿部寺の一坊であった。1615年の大坂の陣で焼滅したが、元禄時代（1688年 – 1703年）に義道が寺を移転し、山号を海照山、寺号を正圓寺と改めた。 本尊は木彫の大聖歓喜双身天王で、これは日本最大である。
また、1989年から2002年までは、大相撲春場所時には鳴戸部屋（現在の田子ノ浦部屋）の相撲部屋の宿舎となっていた。　

## 破産
2018年10月に、同寺が所有する大阪市西成区内の土地を売却したかのように装い虚偽の登記の申請を行ったとして、同寺の56歳の僧侶と、会社役員の55歳男性の2人が、2023年10月5日に大阪府警察に電磁的公正証書原本不実記録容疑で逮捕された。同寺は当時、隣接する敷地に特別養護老人ホームを建設していたが、これによって資金繰りに行き詰まり負債を抱えており、資産の差押えを免れるため土地の所有権の移転を装ったと見られている。
2025年に元住職の男らの実刑が確定していた。2025年6月18日、運営法人である宗教法人正圓寺は大阪地方裁判所より破産手続開始の決定を受けた。負債総額は集計中であるが、少なくとも6億円の債務はあると報じられている。破産決定に伴って宗教法人の保有資産は債権者へ等しく分配される予定である。なお、宗教法人側は不服申し立てを行うとしている。

## 境内
境内には鎮守の神を祭る奥之院と呼ばれる場所があり、鎮守堂（荼枳尼天）、寄松塚（八本松竜王）、石切社分祠、浪切不動明王、弁才天祠などが祭られていた。
また、「兼好法師の藁打石」と「兼好法師隠棲庵跡」の碑が境内東側に建っていたが、兼好は南北朝時代にこの付近に移り住み、清貧自適な暮らしを営んでいたと言われた。

## 大阪五低山
別名「聖天山正圓寺」とも言われ、「聖天山」は山号ではなく標高14mの低山の名前で、「大阪五低山」の一つ（残りは天保山、御勝山、荼臼山、帝塚山）。山頂は正圓寺境内にあった。
ちなみにこの山は聖天山古墳と呼ばれる古墳であった。

## 札所
- 摂津国八十八箇所霊場第32番
- おおさか十三仏霊場第2番

## 交通
- 阪堺電気軌道阪堺線 北天下茶屋停留場徒歩3分、聖天坂停留場徒歩7分
- 南海電気鉄道本線・高野線・大阪市高速電気軌道堺筋線 天下茶屋駅徒歩10分